# Aeropuerto de Tarauacá
El Aeropuerto de Tarauacá o bien Aeropuerto José Galera dos Santos (en portugués: Aeroporto de Tarauacá o Aeroporto José Galera dos Santos) (IATA: TRQ, ICAO: SBTK) Es un aeropuerto del país sudamericano de Brasil en la ciudad de Tarauacá en el estado de Acre.
Sus coordenadas son: 08 ° 09'17.00 "de latitud S , 70 ° 46'58.00 " O de longitud . Tiene una pista asfaltada de 1130m y su código es el número 14/32.
En diciembre de 2009, debido a problemas de funcionamiento , el aeropuerto fue obligada a suspender sus operaciones por el séptimo Comando de Operaciones del espacio aéreo amazónico (COMAR). Así que sólo era posible llegar a la ciudad de Tarauacá por el aire, por el Aeropuerto Feijo , ubicado a 45 km de la zona urbana de Tarauacá.